# Championnat du Gabon de football 2006-2007
Navigation
Saison précédente Saison suivante
La saison 2006-2007 du Championnat du Gabon de football est la trente-et-unième édition du championnat de première division gabonaise, le Championnat National. Il se déroule sous la forme d’une poule unique avec treize formations, qui s’affrontent à deux reprises, à domicile et à l’extérieur. En fin de saison, les deux derniers du classement sont relégués et remplacés par le champion de deuxième division.
C’est le FC 105 Libreville qui est sacré cette saison après avoir terminé en tête du classement, avec quatre points d’avance sur le triple tenant du titre, l'AS Mangasport et onze sur l’AS Stade Mandji. Il s’agit du onzième titre de champion du Gabon de l’histoire du club.

## Les clubs participants
| - FC 105 Libreville - AS Mangasport - Gabon Télécom FC - Franceville FC - AS Stade Mandji - SOGEA FC - Missile FC | - Cercle Mbéri Sportif - Wongosport - USM Libreville - Promu de D2 - AS Mitzic - Promu de D2 - US Bitam - US Oyem |

## Compétition

### Classement
| Rang | Équipe               | Pts | J  | G  | N  | P  | Bp | Bc | Diff |
| ---- | -------------------- | --- | -- | -- | -- | -- | -- | -- | ---- |
| 1    | FC 105 Libreville    | 50  | 24 | 15 | 5  | 4  | 32 | 11 | +21  |
| 2    | AS Mangasport'T'C    | 46  | 24 | 13 | 7  | 4  | 31 | 8  | +23  |
| 3    | AS Stade Mandji      | 39  | 24 | 11 | 6  | 7  | 25 | 18 | +7   |
| 4    | Gabon Télécom FC     | 36  | 23 | 10 | 6  | 7  | 28 | 22 | +6   |
| 5    | SOGEA FC             | 33  | 23 | 9  | 6  | 8  | 31 | 20 | +11  |
| 6    | US Bitam             | 32  | 23 | 9  | 10 | 4  | 25 | 19 | +6   |
| 7    | US Oyem              | 27  | 22 | 5  | 12 | 5  | 11 | 15 | -4   |
| 8    | Cercle Mbéri Sportif | 24  | 22 | 6  | 6  | 10 | 22 | 30 | -8   |
| 9    | Missile FC           | 24  | 23 | 6  | 6  | 11 | 17 | 27 | -10  |
| 10   | Wongosport           | 23  | 23 | 5  | 8  | 10 | 15 | 24 | -9   |
| 11   | USM LibrevilleP      | 22  | 23 | 6  | 4  | 13 | 24 | 38 | -14  |
| 12   | AS MitzicP           | 19  | 22 | 4  | 7  | 11 | 15 | 31 | -16  |
| 13   | Franceville FC -11   | 14  | 24 | 6  | 7  | 11 | 24 | 37 | -13  |

|  | Qualification pour la Ligue des champions de la CAF 2008               |
|  | Qualification pour la Coupe de la confédération 2008                   |
|  | Relégation directe en deuxième division                                |
|  | T : Tenant du titre C : Vainqueur de la Coupe du Gabon P : Promu de D2 |

- Franceville FC est reconnu coupable d'avoir aligné un joueur non qualifié, tous les points obtenus avec lui sont retirés.

## Bilan de la saison
| Championnat du Gabon de football 2006-2007                        |                               |
| Champion                                                          | FC 105 Libreville (11e titre) |
| Coupes et trophées                                                |                               |
| Vainqueur de la Coupe du Gabon 2006-2007                          | AS Mangasport                 |
| Qualifications continentales                                      |                               |
| Ligue des champions de la CAF 2008                                | FC 105 Libreville             |
| Coupe de la confédération 2008                                    | AS Mangasport                 |
| Promotions et relégations                                         |                               |
| Promus en Championnat National                                    | ASC Mounana                   |
| Relégués en Championnat du Gabon de football de deuxième division | Franceville FC                |
| Relégués en Championnat du Gabon de football de deuxième division | AS Mitzic                     |